# Comisión Australiana de la Competencia y del Consumidor
La Comisión Australiana de la Competencia y del Consumidor (ACCC por sus siglas en inglés) es un organismo independiente del gobierno de Australia. Se estableció en 1995 con la fusión de la Comisión Australiana de Prácticas Comerciales (TPC) y del Órgano de Vigilancia para administrar la Ley de Prácticas Comerciales de 1974 (TPA) (Federal) (retitulada la Ley de Competencia y del Consumidor 2010 el 1 de enero de 2011). Su mandato es proteger los derechos del consumidor, los derechos y obligaciones de negocios, realizar la regulación industrial y vigilancia de los precios y prevenir conductas anticompetitivas ilegales.

## Papel
La ACCC aplica la Ley de la Competencia y del Consumidor de Australia, y está legitimada para actuar en el Tribunal Federal de Australia para hacer cumplir sus disposiciones. La Ley de la Competencia y del Consumidor es una amplia gama de disposiciones, como las  relativas a las conductas contraria a la competencia, la Ley del Consumidor de Australia y la regulación de las telecomunicaciones y las industrias de la energía. La ACCC, conforme a la Ley, también regula ciertas industrias, proporcionando acceso a la infraestructura nacional. La ACCC también tiene una función educativa y trata de educar a los consumidores y las empresas en cuanto a sus derechos y responsabilidades bajo la ley.
El Regulador de Energía de Australia es un constituyente sino parte separada de la ACCC y es responsable de la regulación de la energía económica. Se comparte el personal y los locales con la ACCC, pero tiene un tablero separado, aunque miembro de al menos una placa debe ser también un Comisionado en la ACCC.

## Prácticas comerciales restrictivas
En la mayoría de los casos, el espíritu de la ley, y por lo tanto, las acciones de la ACCC, no busca favorecer ni a los consumidores ni de proveedores, pero se esfuerza por lograr un mercado competitivo sin restricciones artificiales. Por ejemplo, la negativa de trato - un productor de negarse a suministrar un minorista o posible cliente con un producto - no es en sí ilegal a menos que la acción tendría un efecto contrario a la competencia en el mercado en su conjunto.

## Sanciones
La ACCC se haya comprometida en el ejercicio de acciones judiciales contra las empresas que violen la Ley de la Competencia y del Consumidor de Australia. Las sanciones por incumplimiento de la CCA pueden ser muy graves.
Las empresas que no cumplan con las restrictivas disposiciones a las prácticas comerciales del CCA pueden ser multadas por el Tribunal Federal. Hay tres formas en que la multa máxima puede calcularse. La multa máxima posible es la mayor de entre las siguientes: $ 10 millones; o tres veces el valor del beneficio ilegal; o (si el valor del beneficio no puede determinarse) 10% de la facturación de los 12 meses anteriores. Los individuos pueden ser multados hasta $ 500.000 y desde 2009 ciertos delitos tipificados en la Ley del Consumidor (como la fijación de precios o la participación en un cártel) han llevado a ejecutivos que se involucran en conducta que contravengan las disposiciones pertinentes responsables de una pena privativa de libertad de hasta a 10 años de prisión (44ZZRF y 44ZZRG del CCA).
Las empresas que no cumplan con las disposiciones de protección al consumidor de la CCA pueden ser multados por el Tribunal Federal, hasta $ 1,1 M para las empresas y 220.000 dólares para los individuos.
La ACCC también tiene el poder de aceptar, en su en nombre, compromisos exigibles en virtud de la corte s87B de la Ley de la Competencia y del Consumidor. Dichas instituciones pueden incluir una amplia gama de soluciones para la conducción.
Una serie de otros recursos puede ser ordenada por el tribunal. Por ejemplo, las empresas se ven obligadas con frecuencia a publicar retractaciones de las afirmaciones publicitarias falsas en periódicos nacionales y en sus lugares de trabajo. Las empresas que se encuentran en violación de la CCA por lo general están obligados a poner en práctica un programa de cumplimiento para garantizar el futuro cumplimiento de la ley.

## La confianza del consumidor
La ACCC es considerado por algunos empresarios australianos, según sea necesario, pero a menudo ineficaces, haciéndose eco de las críticas de estadounidenses antimonopolio leyes, mientras que los consumidores australianos tienen en general la ACCC en alta estima. [ cita requerida ] Si bien se reconoce que la ACCC tiene la obligación de ayudar a proteger los derechos del consumidor, ha habido críticas ocasionales de la organización como "todo-habla no-acción". Esta crítica es más probable debido a la dificultad inherente a la obtención de pruebas suficientes para demostrar las infracciones de las disposiciones restrictivas de las prácticas comerciales de la Ley de la Competencia y del Consumidor.
Recientemente, la ACCC ha ejercido su autoridad en una serie de áreas de venta, incluyendo la clarificación minorista Target por publicidad engañosa y Woolworths (incluyendo algunos Safeway supermercados de marca en Victoria, Australia ) para ofertas de licores anticompetitivas. En 2008, el ACCC publicó los resultados de su investigación sobre la competitividad de los precios al por menor de comestibles en Australia. El informe encontró que el sector de los supermercados de Australia es "workably competitiva", pero la competencia de precios se ve limitada por las barreras de entrada y la falta de incentivo para que los dos principales jugadores, Coles y Woolworths , de competir en precio. El informe también señaló que Coles y Woolworths se involucran en estrategias deliberadas diseñadas para asegurar que mantengan el acceso exclusivo a los sitios principales como centros comerciales para evitar que los administradores de centros arrendamiento de espacio a los supermercados de la competencia.  En septiembre de 2009, la ACCC ha alcanzado un acuerdo con Coles y Woolworths para eliminar los contratos de arrendamiento restrictivas. La ACCC ha hecho cumplir la ley en contra de los productores de dispositivos curandero con reclamaciones médicas como Power Balance.